# 加戸敏
加戸 敏（かと びん、明治40年（1907年）6月20日 - 昭和57年（1982年）7月27日）は、日本の映画監督、脚本家、競馬解説者である。
本名は加藤 善太郎（かとう ぜんたろう）。

## 人物・来歴
神奈川県横浜市に「加藤善太郎」として生まれる。歌舞伎俳優から映画俳優に転身した市川朝太郎は6歳年上の兄である。
旧制高等工業学校の関西工学専修学校（現在の大阪工業大学）を中退、劇作家を志望しつつ記者となった。1934年（昭和9年）6月に公開された島津保次郎監督の映画『隣の八重ちゃん』を観て、映画監督に志望を変更、同年、新興キネマの新興キネマ京都太秦撮影所（現在の東映京都撮影所）助監督部に入社した。1935年（昭和10年）公開の伊丹万作監督の映画『忠次売出す』に兄・市川朝太郎が主演に抜擢され、同作に助監督としてつき、野淵昶に師事して、同監督の1936年（昭和11年）公開作『大尉の娘』等の助監督を務めた。
1941年（昭和16年）6月22日に公開された映画『城を守る少年』の脚本を書き、監督としてデビューした。翌1942年（昭和17年）2月に、第二次世界大戦開戦に伴う戦時統制により、同社は大都映画、日活の製作部門と合併し、大日本映画製作（のちの大映）となり、加戸は大映の所属となる。
戦後、大映京都撮影所に所属し、1947年（昭和22年）、ドキュメンタリー映画『ピラミッドの街』を監督、翌1948年（昭和23年）には池部良・日高澄子主演の劇映画『ぜったい愛して』を監督した。1954年（昭和29年）に公開された入江たか子主演のホラー映画『怪猫岡崎騒動』を撮って以来、「化け猫もの」の時代劇を多く撮った。1956年（昭和31年）に撮った『鼠小僧忍び込み控』等、長谷川一夫主演作品では、同社の配給収入に多大に貢献した。1959年（昭和34年）、長谷川を主演にタイでのロケーション撮影を敢行した大作『山田長政 王者の剣』は興行的に失敗した。
1963年（昭和38年）公開の城健三朗（のちの若山富三郎）主演作『怪談鬼火の沼』以降、映画を監督する機会を得ず、1965年（昭和40年）に同社を退社した。退社後は、フリーランスでテレビ映画を監督し、1966年（昭和41年）、テレビ映画『マグマ大使』の準備段階で、演技者の素顔を露出したマグマ大使が登場する第1話のパイロット・フィルムを演出した。しかし「東京は僕の性に合わない」と言い残して京都に帰ってしまった。同作については、土屋啓之助が急遽監督し、マスクタイプのマグマ大使の映像に差し替えて第一話を完成させた。1970年代には、近畿放送（現在の京都放送）の『競馬中継』で解説者を務めた。
1982年7月27日、京都府京都市の病院で脳出血のため死去した。満75歳没。一男一女あり。

## フィルモグラフィ

### 戦前
- 『忠次売出す』 : 監督伊丹万作、製作新興キネマ京都撮影所、配給新興キネマ、1935年 - 助監督（ノンクレジット）[1]
- 『大尉の娘』 : 監督野淵昶、松竹興行現代劇部 / 芸術座 / 新興キネマ東京撮影所、1936年 - 助監督
- 『城を守る少年』 : 新興キネマ京都撮影所、1941年 - 監督デビュー作

### 大映京都撮影所
特筆以外は大映京都撮影所製作、大映配給

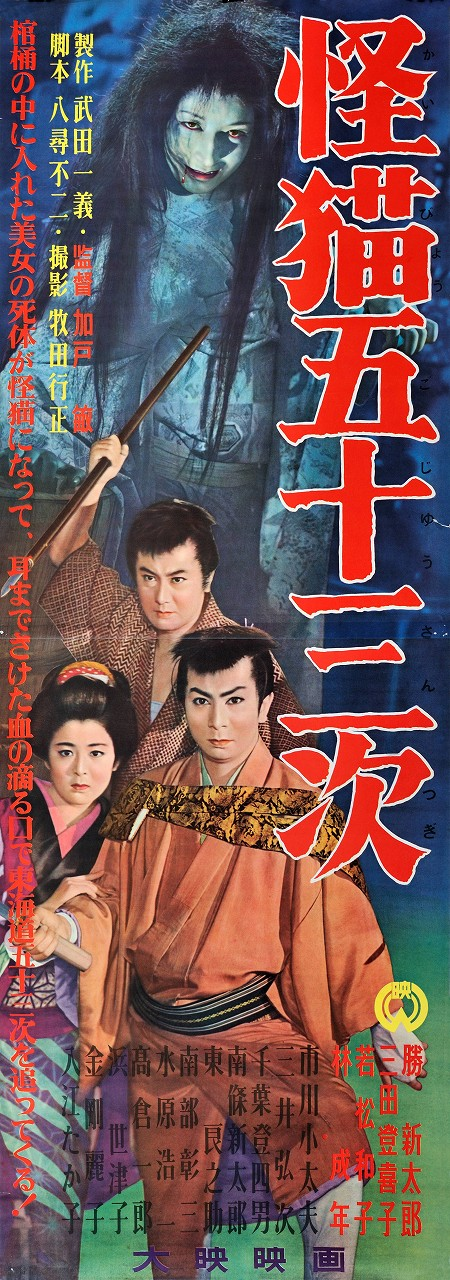
『怪猫五十三次』（1956年）

- 『ピラミッドの街』 : ドキュメンタリー映画、1947年[1]
- 『ぜったい愛して』 : 1948年
- 『月よりの使者』 : 1949年
- 『白髪鬼』 : 1949年
- 『狸銀座を歩く』 : 1950年
- 『転落の詩集』 : 大映東京撮影所、1950年
- 『絢爛たる殺人』 : 1951年
- 『緑の果てに手を振る天使』 : 1951年
- 『女次郎長ワクワク道中』 : 1951年
- 『大あばれ孫悟空』 : 1952年
- 『社長秘書』 : 1953年
- 『凸凹太閤記』 : 1953年
- 『木曽路の子守唄』 : 1953年
- 『黒帯嵐』 : 1953年
- 『阿波おどり狸合戦』 : 1954年
- 『怪猫岡崎騒動』 : 1954年
- 『投げ唄左門三番手柄 覆面髑髏隊』 : 1954年
- 『怪猫逢魔ケ辻』 : 1954年
- 『次男坊判官』 : 1955年
- 『綱渡り見世物侍』 : 1955年
- 『いろは囃子』 : 1955年
- 『怪盗と判官』 : 1955年
- 『銭形平次捕物控 死美人風呂』 : 1956年
- 『鼠小僧忍び込み控』 : 1956年
- 『怪猫五十三次』 Ghost-Cat of Gojusan-Tsugi : 1956年
- 『逢いぞめ笠』 : 1956年
- 『銭形平次捕物控 まだら蛇』 : 1957年
- 『刃傷未遂』 : 1957年
- 『赤胴鈴之助』 : 1957年
- 『赤胴鈴之助 月夜の怪人』 : 1957年
- 『銭形平次捕物控 女狐屋敷』 : 1957年
- 『雪の渡り鳥』 : 1957年
- 『遊侠五人男』 : 1958年
- 『命を賭ける男』 : 1958年
- 『銭形平次捕物控 鬼火燈籠』 : 1958年
- 『濡れ髪剣法』 Nuregami kenpō : 1958年
- 『山田長政 王者の剣』 : 1959年
- 『お役者鮫』 : 1959年
- 『関の弥太っぺ』 : 1959年
- 『人肌呪文』 : 1960年
- 『東海道ちゃっきり娘』 : 1960年
- 『気まぐれ鴉』 : 1960年
- 『妖花伝』 : 1960年
- 『木曽ぶし三度笠』 : 1961年
- 『色の道教えます 夢三夜』 : 1961年
- 『ソーラン渡り鳥』 : 1962年
- 『抜打ち鴉』 : 1962年
- 『怪談鬼火の沼』 : 1963年

### テレビ映画等
- ブラザー劇場『水戸黄門』 : 東伸テレビ映画 / TBS、1964年11月2日 - 1965年12月27日
- 『マグマ大使』パイロット・フィルム : ピー・プロダクション / フジテレビジョン、1966年[4]
- 『競馬中継』 : 近畿放送、1970年代 - 出演・解説

## 註
1. 1 2 3 4 5 6 7 8 9 10 11 12 13 14 15 16 17 18 19  加戸敏、raizofan.net, 2009年10月15日閲覧。
2. 1 2  キネマ旬報社[1979], p.48.
3. 1 2 3 4  加戸敏、日本映画データベース、2009年10月15日閲覧。二重リンクを省く。
4. 1 2 3  堤[1999]、第2章「鷺巣富雄・土屋啓之助 特別対談」